# Parco Nazionale dello Stelvio
Parco Nazionale dello Stelvio este o arie protejată (arie de protecție specială avifaunistică — SPA) din Italia întinsă pe o suprafață de 59.741 ha, integral pe uscat.

## Localizare
Centrul sitului Parco Nazionale dello Stelvio este situat la coordonatele 46°17′52″N 10°21′05″E / 46.297736°N 10.35148°E.

## Înființare
Situl Parco Nazionale dello Stelvio a fost declarat arie de protecție specială avifaunistică în octombrie 1988 pentru a proteja 4 specii de plante și 113 specii de animale.

## Biodiversitate
Situată în ecoregiunea alpină, aria protejată conține 32 de habitate naturale: Pajiști alpine și boreale, Pajiști cu Molinia pe soluri calcaroase, turboase sau argilos-nămoloase (Molinion caeruleae), Formațiuni ierboase bogate în specii de Nardus, dezvoltate pe substraturi silicioase în zone montane (și în zone submontane, în Europa continentală), Pajiști alpine și subalpine calcaroase, Râuri de munte și vegetația lor lemnoasă cu Myricaria germanica, Râuri de munte și vegetația erbacee de pe malurile acestora, Fânețe montane, Păduri montane și subalpine de Pinus uncinata (* dezvoltate pe substrat gipsos sau calcaros), Roci stâncoase cu vegetație pionieră de Sedo-Scleranthion sau Sedo albi-Veronicion dillenii, Ape stătătoare oligotrofe până la mezotrofe, cu vegetație de Littorelletea uniflorae și/sau de Isoëto-Nanojuncetea, Pajiști uscate seminaturale și facies de acoperire cu tufișuri pe substraturi calcaroase (Festuco-Brometalia) (* situri importante pentru orhidee), Mlaștini turboase de tranziție și turbării mișcătoare, Pajiști stepice subpanonice, Tufărișuri subarctice cu Salix spp., Pajiști boreale și alpine pe substrat silicios, Grohotișuri silicioase de la nivelul montan până la nivelul zăpezii (Androsacetalia alpinae și Galeopsietalia ladani), Păduri aluvionare cu Alnus glutinosa și Fraxinus excelsior (Alno-Padion, Alnion incanae, Salicion albae), Păduri pe pante, grohotișuri și ravene de Tilio-Acerion, Formațiuni pioniere alpine de Caricion bicoloris-atrofuscae, Pante stâncoase silicioase cu vegetație casmofită, Liziere de ierburi înalte hidrofile de câmpie și de nivel montan până la alpin, Ape puternic oligomezotrofe cu vegetație bentonică cu Chara spp., Păduri alpine de Larix decidua și/sau Pinus cembra, Râuri de munte și vegetația lor lemnoasă cu Salix elaeagnos, Ghețari permanenți, Grohotișuri termofile și vest-mediteraneene, Pante stâncoase calcaroase cu vegetație casmofită, Tufărișuri cu Pinus mugo și Rhododendron hirsutum (Mugo-Rhododendretum hirsuti), Fânețe de joasă altitudine (Alopecurus pratensis, Sanguisorba officinalis), Grohotișuri calcaroase și de șisturi calcaroase de la nivelul montan până la nivelul alpin (Thlaspietea rotundifolii), Mlaștini alcaline, Păduri acidofile de Picea de la nivel montan la nivel alpin (Vaccinio-Piceetea).
La baza desemnării sitului se află mai multe specii protejate:
- plante (4): papucul doamnei (Cypripedium calceolus), Dracocephalum austriacum, Mannia triandra, Orthotrichum rogeri
- păsări (106): inărița (Acanthis flammea), uliu porumbar (Accipiter gentilis), uliu păsărar (Accipiter nisus), minunița (Aegolius funereus), ciocârlie-de-câmp (Alauda arvensis), pescăruș albastru (Alcedo atthis), potârnichea de stâncă (Alectoris graeca saxatilis), rață mare (Anas platyrhynchos), fâsă-de-câmp (Anthus campestris), fâsă de luncă (Anthus pratensis), fâsă de pădure (Anthus spinoletta), fâsă de pădure (Anthus trivialis), lăstunul mare (Apus apus), acvilă de munte (Aquila chrysaetos), egretă mare (Ardea alba), stârc cenușiu (Ardea cinerea), ciuf-de-pădure (Asio otus), cocoșul de mesteacăn (Bonasa bonasia), buha (Bubo bubo), șorecarul comun (Buteo buteo), caprimulg (Caprimulgus europaeus), Carduelis citrinella, cojoaica de pădure (Certhia familiaris),  prundaș gulerat mic (Charadrius dubius), barză albă (Ciconia ciconia), barză neagră (Ciconia nigra), mierla de apă (Cinclus cinclus), șerpar (Circaetus gallicus), erete de stuf (Circus aeruginosus), porumbel gulerat (Columba palumbus), corb (Corvus corax), cioară neagră (Corvus corone), cristeiul de câmp (Crex crex), cuc (Cuculus canorus), lăstun de casă (Delichon urbicum), ciocănitoare pestriță mare (Dendrocopos major), ciocănitoare neagră (Dryocopus martius), presură de munte (Emberiza cia), presură galbenă (Emberiza citrinella), presură de grădină (Emberiza hortulana), măcăleandru (Erithacus rubecula), Eudromias morinellus, șoim de iarnă (Falco columbarius), șoim călător (Falco peregrinus), vânturel roșu (Falco tinnunculus), gaiță (Garrulus glandarius), ciuvică (Glaucidium passerinum), cocor (Grus grus), zăgan (Gypaetus barbatus), rândunică (Hirundo rustica), capîntortură (Jynx torquilla), Lagopus muta helvetica, sfrâncioc roșiatic (Lanius collurio), pescăruș râzător (Larus ridibundus), câneparul (Linaria cannabina), pițigoi moțat (Lophophanes cristatus), forfecuță gălbuie (Loxia curvirostra), ciocârlie de pădure (Lullula arborea), Lyrurus tetrix tetrix, gaia neagră (Milvus migrans), gaia roșie (Milvus milvus), mierlă de piatră (Monticola saxatilis), cinghiță alpină (Montifringilla nivalis), codobatură galbenă (Motacilla alba), codobatură de munte (Motacilla cinerea), alunar (Nucifraga caryocatactes), pietrar sur (Oenanthe oenanthe), pițigoi de brădet (Periparus ater), viespar (Pernis apivorus), cormoran mare (Phalacrocorax carbo), codroș de munte (Phoenicurus ochruros), codroșul de pădure (Phoenicurus phoenicurus), pitulice de munte (Phylloscopus bonelli), pitulice de munte (Phylloscopus collybita), pitulice sfârâitoare (Phylloscopus sibilatrix), ciocănitoare de munte (Picoides tridactylus), ciocănitoare verzuie (Picus canus), ciocănitoarea verde (Picus viridis), pițigoi de munte (Poecile montanus), pițigoi sur (Poecile palustris), Prunella collaris, brumăriță de pădure (Prunella modularis), Ptyonoprogne rupestris, stăncuță alpină (Pyrrhocorax graculus), mugurarul (Pyrrhula pyrrhula), aușel cu cap galben (Regulus regulus), mărăcinar (Saxicola rubetra), mărăcinar negru (Saxicola torquatus), sitar de pădure (Scolopax rusticola), țiclete (Sitta europaea), scatiu (Spinus spinus), silvie cu cap negru (Sylvia atricapilla), silvie de zăvoi (Sylvia borin), silvie de câmp (Sylvia communis), silvie-mică (Sylvia curruca), silvie porumbacă (Sylvia nisoria), Tachymarptis melba,  cocoș de munte (Tetrao urogallus), fluturașul de stâncă (Tichodroma muraria), pănțărușul (Troglodytes troglodytes), mierlă (Turdus merula), sturz-cântător (Turdus philomelos), sturz (Turdus pilaris), mierlă gulerată (Turdus torquatus), sturzul de vâsc (Turdus viscivorus), pupăză (Upupa epops)
- mamifere (1): urs brun (Ursus arctos)
- nevertebrate (4): croitorul mare al stejarului (Cerambyx cerdo), fluturele auriu (Euphydryas aurinia), Euplagia quadripunctaria, fluturele purpuriu (Lycaena dispar)
- pești (2): zglăvoacă (Cottus gobio), Salmo marmoratus

Pe lângă speciile protejate, pe teritoriul sitului au mai fost identificate 58 de specii de plante, 8 specii de păsări, 4 specii de amfibieni, 33 de specii de mamifere, 22 de specii de nevertebrate, 4 specii de pești, 10 specii de reptile.